# Боббі Алтелар
Боббі Алтелар (Bobbie Altelaar; нар. 7 липня 1976) — колишній чехословацький тенісист.
Найвищу одиночну позицію світового рейтингу — 860 місце досяг 2 лютого 1998, парну — 183 місце — 13 травня 2002 року.

## Титули Челленджер/Ф'ючерс
| Легенда            |
| ------------------ |
| ATP Челленджер (1) |
| ITF Ф'ючерс (1)    |

### Парний розряд
| Ранг | Дата     | Турнір                            | Рівень     | Покриття | Партнер               | Суперники                | Рахунок     |
| ---- | -------- | --------------------------------- | ---------- | -------- | --------------------- | ------------------------ | ----------- |
| 1.   | Тра 2000 | Німеччина F3, Швабський Галль     | Ф'ючерс    | Ґрунт    | Ян Вайнцірль          | Желько Краян Ловро Зовко | 6–4, 7–5    |
| 2.   | Сер 2001 | Sylt Challenger, Зюльт, Німеччина | Челленджер | Ґрунт    | Денніс ван Схеппінген | Ріко Якобер Марк Нілсен  | 7–6(3), 6–1 |